# Biéville (Manche)
Biéville település Franciaországban, Manche megyében. Lakosainak száma 196 fő (2022. január 1.). Biéville Lamberville, Le Perron, Caumont-sur-Aure, Val de Drôme, Saint-Amand-Villages és Saint-Jean-d'Elle községekkel határos.

## Népesség
A település népességének változása:
| Lakosok száma | 176  | 149  | 145  | 163  | 189  | 189  | 189  | 191  | 191  | 196  |
|               | 1968 | 1982 | 1990 | 2006 | 2013 | 2015 | 2017 | 2019 | 2020 | 2022 |